# Lubcze (rejon kowelski)
Lubcze (ukr. Любче) – wieś na Ukrainie w rejonie kowelskim obwodu wołyńskiego.
Przed 1939 r. Folwark Lubcze w Gminie Niesuchojeże.